# Portavela

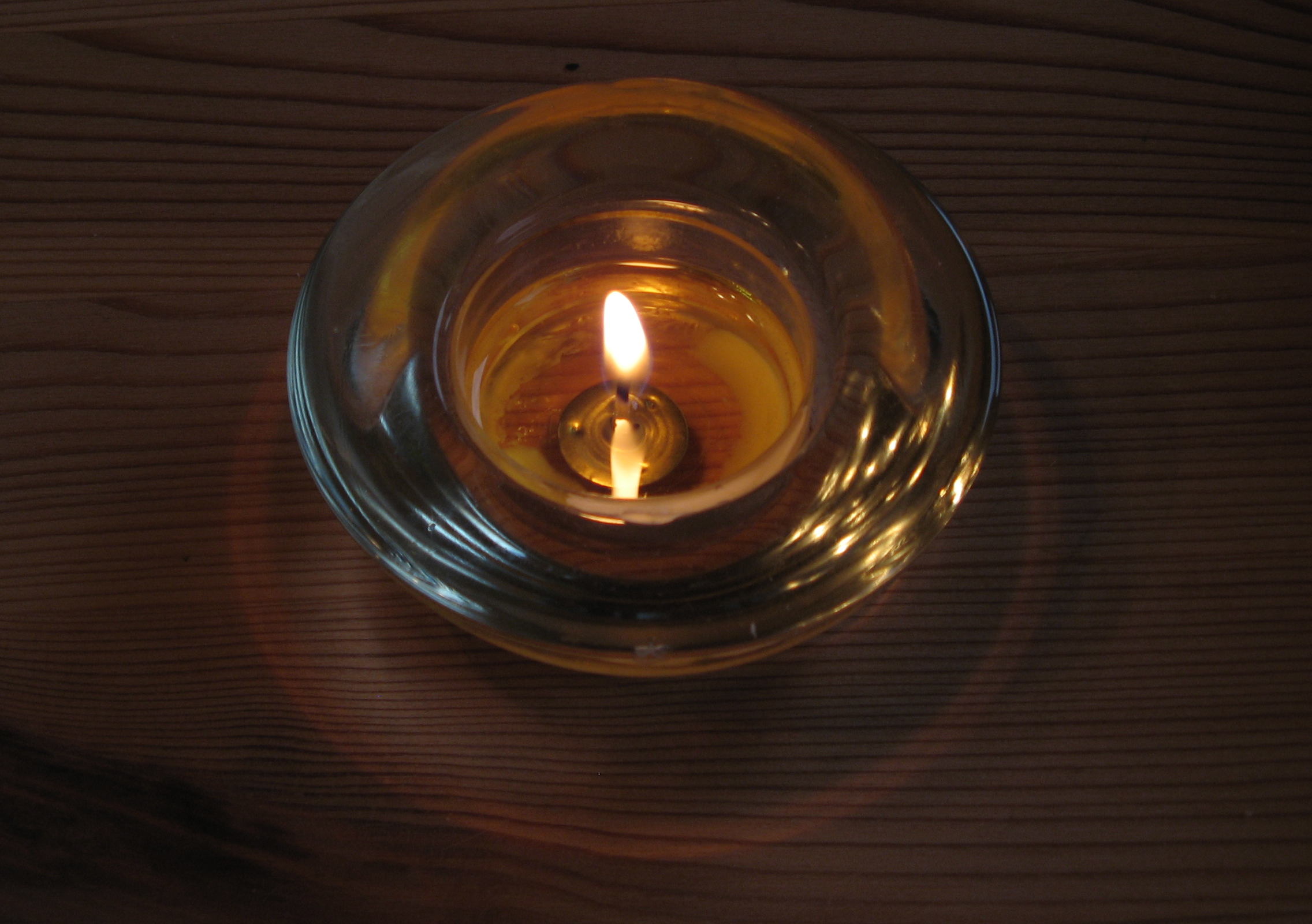
Vela en un portavelas de vidrio.

El portavelas o porta vela es un objeto que sirve de soporte a una vela, hermano menor o sinónimo de palmatorias, candelabros y candeleros habitual en el comercio, no está recogido como voz en el DRAE.

## Tipología y uso
Como otros soportes similares (candelabros, palmatorias, etc) el "porta velas" se fabricó originalmente en barro cerámico, luego en bronce y diversos metales, y de nuevo en componentes cerámico y vidrio. Al igual que los objetos de su familia, el sentido de su uso es sujetar la vela evitando los accidentes que pudiera ocasional su caída. En la moderna decoración se sirven en muy diferentes tamaños aunque los más habituales no suelen superar los 20 cm de altura.